# Hydrovatini
Los hidrovatinos (Hydrovatini) son una tribu de coleópteros adéfagos  perteneciente a la familia Dytiscidae. 

## Géneros
Tiene los siguientes géneros.
- Hydrovatus
- Queda